# Femtokomórka
Femtokomórka (ang. femtocell) to rodzaj niewielkiego nadajnika telefonii komórkowej zapewniającego użytkownikowi domowemu lub biurowemu dostęp do usług sieci 3G lub 4G. Nadajnik ten łączy się z siecią operatora telefonii komórkowej za pomocą sieci internetowej zapewniając przedłużenie w swoim bliskim otoczeniu sygnału radiowego operatora komórkowego. Stacje femto uproszczono i zaprojektowano w taki sposób, aby użytkownik mógł samemu, bez większych przeszkód uruchomić je np. w swoim domu. Łączy w sobie wiele funkcji, dotychczas rozproszonych, w kilku elementach sieci telekomunikacyjnych. Występuje w nomenklaturze telekomunikacyjnej zdefiniowanej przez 3GPP jako Home Node B, w skrócie HNB (wersja 3G), oraz Home enhanced NodeB, w skrócie H(e)NB (w wersji 4G).
Instalacja femtokomórek u użytkowników końcowych niesie za sobą szereg korzyści dla operatorów telefonii komórkowej:
- zwiększenie zasięgu (siły sygnału) sieci radiowej
- zwiększenie pojemności sieci bez konieczności budowania nowych (i drogich, również w eksploatacji) stacji bazowych typu macro,
- wprowadzeniem dla użytkowników femtokomórek specjalnych usług i taryf

## Historia
Pierwsze prace w 3GPP nad standardem femtokomórki rozpoczęto w maju 2005 roku co oznacza, iż pojawiły się one już w wydaniu 8, jednakże z okrojoną funkcjonalnością. Prace skupiły się głównie na:
- zapewnieniu poprzez HNB/H(e)NB dostępu do usług 3G/4G
- wprowadzeniu zamkniętych grup użytkowników (ang. Closed Subscriber Group)
- uwierzytelnianie HNB/H(e)NB w sieci operatora
- zapewnieniu połączeń alarmowych poprzez HNB/H(e)NB

Dużo wagi przywiązano do kompatybilności wstecz, tak aby telefony komórkowe wyprodukowane wcześniej mogły korzystać z usług HNB/H(e)NB. W konsekwencji według wydania 8 standardu 3GPP możliwa była wyłącznie re-selekcja do stacji femto. Oznacza to, iż nadajniki femto nie wspierały przychodzących handoverów ze stacji makro. Zdefiniowany został wyłącznie handover wychodzący ze stacji Femto do stacji makro.
Dopiero wydanie 9 standardu 3GPP zawierać będzie w sobie pełną funkcjonalność femtokomórek, tzn. umożliwi zarówno reselekcję jak i handovery do/z femtokomórek. Dodatkowo wydanie to doprecyzuje typy dostępu pod względem grup użytkowników na stacje otwarte, hybrydowe i zamknięte, określa zachowanie terminali(telefonów komórkowych) starszego typu (sprzed wydania ósmego), przeniesie ruchu do sieci lokalny(tzw. local break-out),użycie femtokomórek w środowisku biurowym, itp.

## Architektura
Architektura rozwiązania femtokomórek dla systemu 3G przedstawia się następująco
|  |  |  |

## Kontrola dostępu
Nowością w femtokomórkach jest kontrola dostępu, oznaczająca, iż wyłącznie telefony z określonej grupy użytkowników mogą dołączyć się do sieci za pomocą danego nadajnika. Ograniczenie wynika z faktu, iż femtokomóki łączą się z siecią operatora za pomocą sieci internetowej (np. w domu lub w biurze) najczęściej o ograniczonej przepływności. Ograniczona przepływność łączy transmisyjnych pociąga za sobą kilka ograniczeń,np:
- ograniczoną liczbę użytkowników jaką można dołączyć do danego nadajnika, ze względu na wymaganie zapewniania właściwego poziomu QoS. W obecnej chwili przyjmuje się, iż co najmniej 4 użytkowników jest w stanie korzystać jednocześnie z danego nadajnika;
- łącze może cechować czasowe ograniczenie przesłanej liczby danych, którym właściciel może nie chcieć dzielić z innymi.

Tradycyjny sposobów na ograniczenie dostępu użytkowników do stacji bazowych (stosowany w systemach 3G) poprzez odrzucenie przez sieć szkieletową użytkowników meldujących się z określonych lokalizacji (ang. Location Area Reject) nie spełniłby swojej roli dla femtokomórek przy przewidywaniach dotyczących wysokiej liczby zainstalowanych stacji femto. Po pierwsze mechanizm ten wymagałby przydzielenia osobnej lokalizacji dla każdej stacji femto, podczas gdy maksymalna liczba lokalizacji (ang. Location Area ID) jaką można przydzielić to 65536, z czego część jest już wykorzystana. Po drugie, mechanizm ten powodowałby zbyt dużą liczbę wiadomości sygnalizacyjnych wysyłanych z telefonu w środowisku gdzie działa wiele femtokomórek. Dlatego też stworzono kontrolę dostępu opartą na identyfikatorach zamkniętych grup użytkowników (ang. CSG ID), których liczbę ustalono na 134217728 oraz listach grup dozwolonych (ang. Allowed CSG List), zapisanych w telefonach/kartach SIM współpracujących z femtokomórkami. Telefony komórkowe zdolne do współpracy ze stacjami femto (a więc zgodne z wydaniem 3GPP od wersji 8 wzwyż) posiadające listę dozwolonych grup użytkowników (ang. Allowed CSG List), weryfikują swoje prawa dostępu do danej femtokomórki porównując otrzymany z femtokomórki numery list użytkowników (ang. CSG ID) z wpisami na liście z numerami dozwolonych grup użytkowników (ang.Allowed CSG List).
Nie wszystkie femtokomórki rozgłaszają obsługiwany numer zamkniętej grupy użytkowników mogących uzyskać połączenie z siecią za pomocą danej stacji. Zależy to od trybu w jakim działa dana stacja femto. Standard przewiduje, iż stację femto można skonfigurować w jednym z trzech trybów:
| Zamknięty | Otwarty | Hybrydowy |
| --- | --- | --- |
| W trybie zamkniętym połączenie do sieci za pomocą danej femtokomórki uzyskują użytkownicy, których lista dozwolonych grup użytkowników w telefonie/karcie SIM, zawiera ten sam numer grupy(ang. CSG ID), jaki dana stacja femto rozgłasza w kanale rozsiewczym (broadcast). W takim przypadku telefon przesyła tę informację do sieci, gdzie ponownie dokonuje się kontrola dostępu w sieci szkieletowej (w systemie 3G w elementach MSC/SGSN, w systemie LTE w elemencie MME). Podwójna kontrola dostępu wyklucza sytuację, w której telefon komórkowy mógłby udawać, iż wolno mu dołączyć się do jakiejś femtokomórki, mimo iż faktycznie nie posiadałby takich uprawnień. Uprawnienia, tzn. numery zamkniętych grup użytkowników do których dany abonent może się dołączyć są zapisane w elementach sieci szkieletowej (w systemie 3G w elemencie HLR, w systemie LTE w elemencie HSS). | Tryb otwarty oznacza, iż dostęp do danej stacji femto nie jest ograniczony poprzez sprawdzenie numeru zamkniętej grupy użytkowników, każdy abonent może uzyskać dostęp do sieci za pomocą danej stacji femto, pod warunkiem, iż jest ona w stanie obsłużyć daną liczbę dołączonych użytkowników. Oznacza to więc, iż femtokomórka skonfigurowana w trybie otwartym jest widziana przez telefon komórkowy jak zwykła stacja bazowa typu makro. | Tryb hybrydowy łączy w sobie tryb otwarty z trybem zamkniętym. Stacja skonfigurowana w trybie hybrydowym rozgłasza w kanale rozsiewczym numer zamkniętej grupy użytkowników umożliwiając członkom danej grupy korzystanie z jej usług jednocześnie oferując dostęp również tym abonentom, którzy nie wchodzą w skład danej grupy. Cechą charakterystyczną trybu hybrydowego jest to, iż członkowie danej grupy mogą uzyskać dostęp do danej stacji femto kosztem pozostałych abonentów. |

Cechy charakterystyczne:
- mała moc a więc niewielki zasięg,
- instalowane przez użytkowników końcowych w domach, biurach itp.,
- podłączane do Internetu.

Urządzenia te umożliwiają zwiększenie zasięgu wewnątrz budynków. Odciążają także sieci radiowe operatorów. Ich zasięg wynosi zazwyczaj 50-200 metrów.